# Erklärung von Cuzco
Die Erklärung von Cuzco (eigentlich Erklärung von Cuzco über die Südamerikanische Staatengemeinschaft, spanisch Declaración del Cusco sobre la Comunidad Sudamericana de Naciones) ist eine zweiseitige Absichtserklärung, die von 12 südamerikanischen Staaten während des dritten Südamerika-Gipfels am 8. Dezember 2004 in Cuzco (Peru) unterzeichnet wurde. Darin wird die Gründung der Südamerikanischen Staatengemeinschaft verkündet und ein südamerikanisches Parlament, ein gemeinsamer Markt und eine gemeinsame Währung (Währungsunion) angekündigt.